# 167 km (obwód pskowski)
167 km (ros. 167 км) – przystanek kolejowy w pobliżu miejscowości Wołosowo, w rejonie plusskim, w obwodzie pskowskim, w Rosji. Położony jest na linii dawnej Kolei Warszawsko-Petersburskiej.